# Enio Drovandi
Enio Drovandi (Pistoia, 3 luglio 1954) è un attore e regista teatrale italiano.

## Biografia
La sua carriera cinematografica inizia con Miracoloni per la regia di Francesco Massaro, e altri ruoli minori accanto ad attori affermati dell'epoca, fra i quali Ugo Tognazzi, Gastone Moschin, Renzo Montagnani e Adolfo Celi in Amici miei - Atto IIº; Lino Banfi in Ricchi, ricchissimi... praticamente in mutande, regia di Sergio Martino; Diego Abatantuono in Eccezzziunale... veramente, regia di Carlo Vanzina; Johnny Dorelli in Dio li fa poi li accoppia, regia di Steno; Laura Antonelli in Viuuulentemente mia, regia di Steno; Roberto Benigni che è anche regista in Tu mi turbi e Le due vite di Mattia Pascal per la regia di Mario Monicelli; Lory Del Santo in W la foca, regia di Nando Cicero. Ha interpretato diversi ruoli in film quali Sapore di mare di Carlo Vanzina, Sapore di mare 2 - Un anno dopo di Bruno Cortini, Sogni e bisogni di Sergio Citti, Speriamo che sia femmina e I picari di Mario Monicelli.
È presente in commedie all'italiana degli anni ottanta, novanta e duemila.
Nell'ambito televisivo ha interpretato ruoli da protagonista in fiction come: I ragazzi della 3ª C, diretto da Claudio Risi; Ferragosto OK, regia di Sergio Martino; Tutti in palestra, regia di Vittorio De Sisti; Classe di ferro regia di Bruno Corbucci; Lo zio d'America 2, regia di Rossella Izzo; Un ciclone in famiglia, regia di Carlo Vanzina.
Nell'ambito teatrale esordisce nella commedia, con Fabrizio Bracconeri, in W le miss; in A noi piace così, con Fabio Ferrari. Attore protagonista in Se il maniaco viene a cena e Il maniaco 2 la vendetta per la regia di Salvatore Scirè e altri spettacoli. È stato regista di Permette questo ballo?; il musical Sapore di mare; Siamo tutti piri doc; L'amore pazzo a Pistoia; Orgogliosi di esser toscani; Pago quando ho caldo.
Nel 2023 scrive e dirige il mediometraggio Guance rosse.

## Filmografia

### Attore

#### Cinema
- Miracoloni, regia di Francesco Massaro (1981)
- Amici miei - Atto IIº,  regia di Mario Monicelli (1982)
- Tu mi turbi, regia di Roberto Benigni (1982)
- W la foca, regia di Nando Cicero (1982)
- Ricchi, ricchissimi... praticamente in mutande, regia di Sergio Martino (1982)
- Viuuulentemente mia, regia di Carlo Vanzina (1982)
- Dio li fa poi li accoppia, regia di Steno (1982)
- Eccezzziunale... veramente, regia di Carlo Vanzina (1982)[2]
- Sapore di mare, regia di Carlo Vanzina (1983)[3]
- Sapore di mare 2 - Un anno dopo, regia di Bruno Cortini (1983)
- Le due vite di Mattia Pascal, regia di Mario Monicelli (1985)
- Speriamo che sia femmina, regia di Mario Monicelli (1986)[4]
- Rimini Rimini - Un anno dopo, regia di Bruno Corbucci (1987)
- Animali metropolitani, regia di Steno (1987)
- L'estate sta finendo, regia di Bruno Cortini (1987)
- I picari, regia di Mario Monicelli (1988)
- Abbronzatissimi, regia di Bruno Gaburro (1991)[5]
- Chiavi in mano, regia di Mariano Laurenti (1996)
- Se lo fai sono guai, regia di Michele Massimo Tarantini (2001)
- Ultimi della classe, regia di Luca Biglione (2008)
- Sapore di te, regia di Carlo Vanzina (2013)
- La scelta, regia di Mirko Alivernini (2019)[6]
- L'alba del mai giorno, regia di Mirko Alivernini (2020)[7]

#### Televisione
- ...e la vita continua, regia di Dino Risi – miniserie TV (1984)
- Sogni e bisogni – serie TV (1985)
- Ferragosto OK, regia di Sergio Martino – miniserie TV (1986)[8]
- I ragazzi della 3ª C – serie TV, 24 episodi (1987)
- Tutti in palestra, regia di Vittorio De Sisti – miniserie TV (1989)
- Classe di ferro – serie TV, episodio 2x08 (1991)
- Voci notturne, regia di Fabrizio Laurenti – miniserie TV (1995)
- Pazza famiglia 2 – serie TV (1996)
- Un ciclone in famiglia – serie TV (2006)
- Lo zio d'America 2 – serie TV (2006)

### Regista
- Ti vogliamo bene Francesco Nuti (2021)[9]
- Guance rosse (2024)[10]

## Teatro
- Mio padre è sempre mio padre, regia di Alessio Di Cosimo (2016)
- Pistoia - Cinecittà solo andata, regia di Enio Drovandi (2014)
- Permetto questo ballo?, regia di Enio Drovandi (2014)
- Tour Nazionale Radio Italia (2013)
- Tour Nazionale Radio Cuore (2012) – presentatore-cabarettista
- I promessi sposi, regia di Marco Lapi, Teatro Sistina di Roma (2011-2013) – musical
- Il maniaco 2 la vendetta, regia di Salvatore Scirè (2010)
- Se il maniaco viene a cena, regia di Salvatore Scirè (2010)
- La vedova allegra, regia di Enio Drovandi
- Pago quando ho caldo, regia di Enio Drovandi
- Orgogliosi di essere toscani, regia di Enio Drovandi
- L'amore pazzo a Pistoia, regia di Enio Drovandi
- Siamo tutti piri doc, regia di Enio Drovandi
- A noi piace così, regia di Enio Drovandi, con Fabio Ferrari
- Sapore di mare, regia di Paola Soavi e Enio Drovandi – musical
- W le miss, regia di Enio Drovandi, con Fabrizio Bracconeri

## Programmi televisivi
- Dancemania (1984)
- Hit 84 (1984)
- Stragi sabato sera (2007)
- Cuochi e fiamme (2011)

## Riconoscimenti
- 1987 – Telegatto assieme a tutto il cast di  I ragazzi della 3ª C  regia di Claudio Risi
- 1988 – Telegatto assieme a tutto il cast di  I ragazzi della 3ª C  regia di Claudio Risi
- 1994 – Premio Lu Mente come miglior caratterista italiano
- 1998 – Microfono d'Argento come miglior cabarettista italiano "Premio Sondaggio Stampa/SIB"
- 1999 – Microfono d'Argento come miglior cabarettista italiano "Premio Sondaggio Stampa/SIB"
- 2000 – Stopardi Italians of America, Beverly Hills, migliore regia musical italiano in Usa
- 2006 – Maschera d'Argento, premio italiano Ernesto Calindri per il cinema Toscano[11]
- 2010 – Premio Anpoe (Oscar degli organizzatori di eventi) per Il Compleanno della Vita
- 2012 – Migliore attore caratteristico toscano nel cinema italiano, ricevuto nel corso del Festival Internazionale del Cortometraggio di Montecatini Terme
- 2013 – Premio Internazionale Mompeo in corto
- 2015 – Premio Monicelli[12]
- 2024 - Premio alla Carriera ricevuto al Sezze Film Festival